# 東京競馬場
東京競馬場是位於日本東京都府中市的賽馬場，又稱府中競馬場。該馬場是日本中央競馬會轄下的馬場之一，設有13,750個座位，可容納223,000名觀眾。

## 歷史
東京競馬場的前身是於1907年開設的目黑競馬場（位於現今東京都目黑區），因周邊城市化而無法擴建及地價問題於1933年春季競馬後搬遷。
小金井、羽田、世田谷也是候選的搬遷地點，最終因北多摩郡府中町（今府中市）致力招引及該區地勢良好而決定在府中町興建馬場。1933年11月8日，東京競馬場正式開幕，首個賽日在開幕十天後的11月18日舉行，目黑賽馬場正式關閉。搬遷後的馬場，包括停車場、道路、馬廄在內，總面積約為24萬坪，是目黑競馬場的三倍多。主賽道周長2100米，寬30米的草地跑道，內側設有鋪設沙地的訓練跑道。原來的賽道比現時更為平坦，現時賽道的第三個彎道前及最後直路的斜坡是後期加建的。這是出於軍隊比起速度更追求對馬匹韌性的意圖，最終將川崎的山土通過多摩川運送並堆積在賽道上以製造起伏。
1968年改建了馬場看台，2002年6月再次進行了大規模的改建，所有在這裡舉行的賽事皆需暫停或移師其他馬場，例如2002年的日本盃便改為在中山競馬場競逐。2003年4月第一期改建工程完成，部份賽程有所更變，例如秋季天皇賞在改制後，路程由3200米縮短為2000米。2005年4月看台第二期工程完成。在2006年10月建成了世界最大電視銀幕，總面積達667.09平方米。2007年3月看台第三期工程完工，新看台命名為「富士遠景看台」（フジビュースタンド）。

## 概略

東京競馬場概覽圖

當沒有賽事舉行的日子，競馬博物館會開放公眾參觀。如天氣良好，觀眾可以由看台遠眺日本最高峰富士山。入場費為200日圓，15歲以下免費進場。
草地跑道是四大馬場（東京、中山、京都和阪神）中最大，也是日本中央競馬會10個馬場中僅次於新潟競馬場的第二大馬場。草地跑道全長2083米（A跑道）、2101米（B跑道，移欄3米）、2119米（C跑道，移欄6米）、2137米（D跑道，移欄9米）、2156（E跑道，移欄12米）。
泥地跑道全長1899米，是日本所有馬場中最長的單圈距離和直線距離。起伏結構與草地跑道幾乎相同，但最後直路部分有比草地跑道更大的2.4米高低差。障礙賽跑道全長1674米。
自從在2003年第二次改建完工後，新設了草地3400米以及泥地1300米及2400米賽程，但取消了草地2200米、3200米、泥地1700米及2300米賽程。

### 賽事距離
草地：1400米、1600米、1800米、2000米、2300米、2400米、2500米、2600米、3400米
泥地：1200米、1300米、1400米、1600米、2100米、2400米
障礙賽：草地3300米、泥地3000米、3100米、3300米

### 賽道紀錄

#### 草地（2歲）
| 距離   | 時間   | 馬匹       | 性齡 | 負重 | 騎師     | 練馬師     | 紀錄創造日 | 賽事級別 | 賽事名稱           |
| ------ | ------ | ---------- | ---- | ---- | -------- | ---------- | ---------- | -------- | ------------------ |
| 1400米 | 1:20.6 | 芳心動     | 雌2  | 55   | 橫山武史 | 加藤士津八 | 4/11/2023  | GII      | 京王盃兩歲錦標     |
| 1600米 | 1:32.7 | 戰舞者     | 雄2  | 55   | 石橋脩   | 堀宣行     | 5/10/2019  | GIII     | 沙特阿拉伯皇家盃   |
| 1800米 | 1:44.5 | 鐵鳥翱天   | 雄2  | 55   | 莫雅     | 矢作芳人   | 16/11/2019 | GIII     | 東京體育盃兩歲錦標 |
| 2000米 | 1:58.5 | With Grace | 雌2  | 54   | 李慕華   | 國枝榮     | 28/11/2021 |          | 2歲未勝利          |

#### 草地（3歲或以上）
| 距離   | 時間         | 馬匹         | 性齡         | 負重         | 騎師         | 練馬師       | 紀錄創造日   | 賽事級別     | 賽事名稱       |
| ------ | ------------ | ------------ | ------------ | ------------ | ------------ | ------------ | ------------ | ------------ | -------------- |
| 1400米 | 1:18.3       | 濠城         | 雄6          | 58           | 橫山武史     | 高柳瑞樹     | 3/5/2025     | GII          | 京王盃春季盃   |
| 1600米 | 1:30.5       | 樸素無華     | 雌4          | 55           | 連達文       | 萩原清       | 12/5/2019    | GI           | 維多利亞一哩賽 |
| 1800米 | 1:44.1       | 戰舞者       | 雄5          | 56           | 松山弘平     | 堀宣行       | 9/10/2022    | GII          | 每日王冠       |
| 2000米 | 1:55.2       | 春秋分       | 雄4          | 58           | 李慕華       | 木村哲也     | 29/10/2023   | GI           | 秋季天皇賞     |
| 2300米 | 2:18.4       | Albilla      | 雄3          | 56           | 李慕華       | 手塚貴久     | 24/4/2021    |              | 新綠賞         |
| 2400米 | 2:20.6       | 杏目         | 雌3          | 53           | 李慕華       | 國枝榮       | 25/11/2018   | GI           | 日本盃         |
| 2500米 | 2:28.2       | 再望山河     | 雄6          | 55           | 連達文       | 藤原英昭     | 26/5/2019    | GII          | 目黑紀念       |
| 2600米 | 未曾舉行賽事 | 未曾舉行賽事 | 未曾舉行賽事 | 未曾舉行賽事 | 未曾舉行賽事 | 未曾舉行賽事 | 未曾舉行賽事 | 未曾舉行賽事 | 未曾舉行賽事   |
| 3400米 | 3:29.1       | 混和成一     | 雄4          | 56           | 西村淳也     | 辻野泰之     | 18/2/2023    | GIII         | 鑽石錦標       |

#### 泥地（2歲）
| 距離   | 時間         | 馬匹            | 性齡         | 負重         | 騎師         | 練馬師       | 紀錄創造日   | 賽事級別     | 賽事名稱     |
| ------ | ------------ | --------------- | ------------ | ------------ | ------------ | ------------ | ------------ | ------------ | ------------ |
| 1200米 | 未曾舉行賽事 | 未曾舉行賽事    | 未曾舉行賽事 | 未曾舉行賽事 | 未曾舉行賽事 | 未曾舉行賽事 | 未曾舉行賽事 | 未曾舉行賽事 | 未曾舉行賽事 |
| 1300米 | 1:17.4       | 曲調夫子        | 雄2          | 55           | 戶崎圭太     | 藤原英昭     | 4/11/2017    |              | 2歲新馬      |
| 1400米 | 1:23.1       | Yuwa Hurricane  | 雄2          | 55           | 中館英二     | 武藤善則     | 8/10/2005    |              | 懸鈴木賞     |
| 1600米 | 1:36.2       | Le Vent Se Leve | 雄2          | 55           | 杜滿萊       | 萩原清       | 14/10/2005   |              | 懸鈴木賞     |

#### 泥地（3歲或以上）
| 距離   | 時間         | 馬匹            | 性齡         | 負重         | 騎師         | 練馬師       | 紀錄創造日   | 賽事級別     | 賽事名稱              |
| ------ | ------------ | --------------- | ------------ | ------------ | ------------ | ------------ | ------------ | ------------ | --------------------- |
| 1200米 | 未曾舉辦賽事 | 未曾舉辦賽事    | 未曾舉辦賽事 | 未曾舉辦賽事 | 未曾舉辦賽事 | 未曾舉辦賽事 | 未曾舉辦賽事 | 未曾舉辦賽事 | 未曾舉辦賽事          |
| 1300米 | 1:16.1       | Satono Phantasy | 雄3          | 56           | 戶崎圭太     | 松田國英     | 12/11/2016   |              | 3歲以上1000萬獎金以下 |
| 1400米 | 1:21.5       | 信子之夢        | 閹6          | 58           | 內田博幸     | 加藤征弘     | 29/2/2018    | GIII         | 根岸錦標              |
| 1600米 | 1:33.5       | 飛砂駒          | 雄3          | 54           | 戶崎圭太     | 安田隆行     | 10/10/2022   | L            | 綠台盃                |
| 2100米 | 2:06.7       | 赤兔馬          | 雄3          | 57           | 武豐         | 石坂正       | 24/11/2007   | GI           | 日本盃泥地大賽        |
| 2400米 | 2:29.6       | Groovin' High   | 雄4          | 56           | 田中勝春     | 小島茂之     | 18/2/2007    |              | 4歲以上100萬獎金以下  |

#### 跳欄賽
| 距離     | 時間   | 馬匹           | 性齡 | 負重 | 騎師     | 練馬師   | 紀錄創造日 | 賽事級別 | 賽事名稱          |
| -------- | ------ | -------------- | ---- | ---- | -------- | -------- | ---------- | -------- | ----------------- |
| 草3110米 | 3:24.8 | 榮進亮白       | 雄7  | 61   | 北澤伸也 | 松元茂樹 | 22/11/2014 | OP       | 秋陽跳欄錦標      |
| 草3300米 | 3:35.1 | Merci A Time   | 雄5  | 60   | 西谷誠   | 武宏平   | 9/6/2007   | J・GII   | 東京跳欄賽        |
| 泥3000米 | 3:17.5 | Silk Respect   | 雄5  | 60   | 田中剛   | 奧平雅士 | 14/5/2005  |          | 障礙4歲以上未勝利 |
| 泥3100米 | 3:22.0 | Admire Tsubasa | 雄6  | 60   | 高田潤   | 松田博資 | 18/5/2003  | OP       | 障礙4歲以上公開賽 |
| 泥3285米 | 3:36.2 | Eishin Boston  | 雄7  | 60   | 林滿明   | 松永昌博 | 23/9/2009  | OP       | 障礙3歲以上公開賽 |
| 泥3300米 | 3:36.2 | Guilty Strike  | 閹6  | 60   | 山本康志 | 和田正道 | 22/5/2010  | OP       | 障礙3歲以上公開賽 |

## 交通

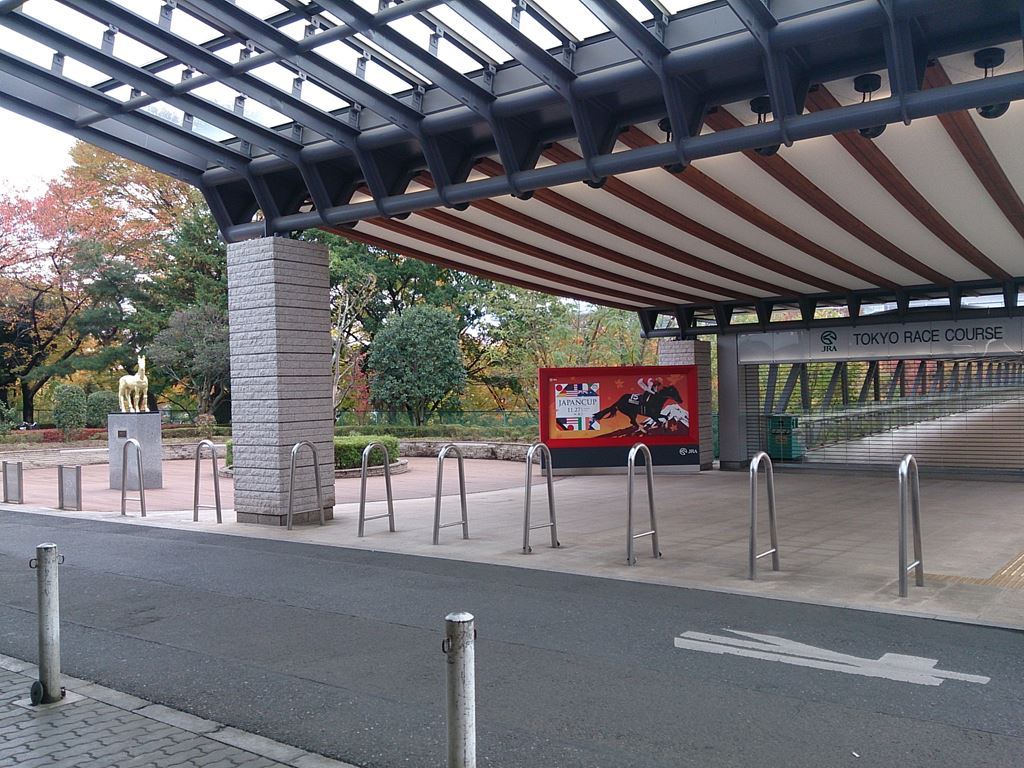
京王競馬場線府中競馬場前站側2F入口

最接近的鐵路車站是京王競馬場線的府中競馬正門前站，該站設有專用行人道，步行約3分鐘即可到達正門。競馬場線在東京賽馬日將增加班次，特急列車將臨時停靠與京王線相連的東府中站，從南檢票口出發向南步行11分鐘即可到達馬場東門。另亦可於JR東日本武藏野線及南武線的府中本町站下車，該站也有專用行人道（Fuji View Walk），步行約6分鐘即可到達西門，南武線開往川崎，武藏野線開往東所澤和南越谷的列車將在東京賽馬日時增加。從西武多摩川線是政站也可以到達馬場南門。 
- 京王線府中競馬正門前站徒歩約3分鐘
- 京王線府中站徒歩約15分鐘
- 京王線東府中站徒歩約11分鐘
- JR府中本町站徒歩約6分鐘
- JR南多摩站徒歩約22分鐘
- 西武多摩川線是政站徒歩約11分鐘

## 主要賽事
- 國際一級賽（GI）
  - 二月錦標（フェブラリーステークス）泥地1600米，4歲或以上
  - NHK一哩賽（NHKマイルカップ）草地1600米，3歲雄馬、雌馬
  - 維多利亞一哩賽（ヴィクトリアマイル）草地1600米，4歲或以上雌馬
  - 優駿牝馬（優駿牝馬，副稱日本橡樹大賽）草地2400米，3歲雌馬
  - 東京優駿（東京優駿，副稱日本打吡大賽）草地2400米，3歲雄馬、雌馬
  - 安田紀念賽（安田記念）草地1600米，3歲或以上
  - 秋季天皇賞（天皇賞（秋））草地2000米，3歲或以上
  - 日本盃（ジャパンカップ）草地2400米，3歲或以上

- 國際二級賽（GII）
  - 花仙錦標（フローラステークス）草地2000米，3歲或以上雌馬
  - 青葉賞（青葉賞）草地2400米，3歲
  - 京王盃春季盃（京王杯スプリングカップ）草地1400米，4歲或以上
  - 目黑紀念（目黒記念）草地2500米，3歲或以上
  - 每日王冠（毎日王冠）草地1800米，3歲或以上
  - 京王盃兩歲錦標（京王杯2歳ステークス）草地1400米，2歲
  - 阿根廷共和國盃（アルゼンチン共和国杯）草地2500米，3歲或以上

- 國際三級賽（GIII）
  - 東京新聞盃（東京新聞杯）草地1600米，4歲或以上
  - 皇后盃（クイーンカップ）草地1600米，3歲雌馬
  - 共同通信盃（共同通信杯）草地1800米，3歲
  - 鑽石錦標（ダイヤモンドステークス）草地3400米，4歲或以上
  - 根岸錦標（根岸ステークス）泥地1400米，4歲或以上
  - 葉森盃（エプソムカップ）草地1800米，3歲或以上
  - 府中牝馬錦標（府中牝馬ステークス）草地1800米，3歲或以上
  - 富士錦標（富士ステークス）草地1600米，3歲或以上
  - 武藏野錦標（武蔵野ステークス）泥地1600米，3歲或以上
  - 東京體育盃兩歲錦標（東京スポーツ杯2歳ステークス）草地1800米，2歲

- 日本二級賽（障礙賽）J・GII
  - 東京High Jump（東京ハイジャンプ）草地3300米，3歲或以上
- 日本三級賽（障礙賽）J・GIII
  - 東京秋季Jump（東京オータムジャンプ）草地3300米，3歲或以上

## 外部連結
- horse racing in Japan
- 日本中央競馬會（日語）